# Kuanek
Kuanek is een bestuurslaag in het regentschap Timor Tengah Utara van de provincie Oost-Nusa Tenggara, Indonesië. Kuanek telt 532 inwoners (volkstelling 2010).